# Tianchang
Tianchang, tidigare romaniserat Tienchang, är en stad på häradsnivå som är en del av Chuzhous stad på prefekturnivå i provinsen Anhui i östra Kina. Den ligger omkring 180 kilometer nordost om provinshuvudstaden Hefei.
Tingchang är indelat i ett stadsdelsdistrikt, 14 köpingar och två administrativa enheter på sockennivå.
Stadsdelsdistrikt (jiedao):

- Guangling (广陵街道)

Köpingar (zhen):

- Chajian (汊涧镇)
- Datong (大通镇)
- Jinji (金集镇)
- Qinlan (秦栏镇)
- Renheji (仁和集镇)
- Shiliang (石梁镇)
- Tongcheng (铜城镇)
- Wanshou (万寿镇)
- Xinjie (新街镇)
- Yangcun (杨村镇)
- Yeshan (冶山镇)
- Yongfeng (永丰镇)
- Zhangpu (张铺镇)
- Zhengji (郑集镇)

Områden på sockennivå:
- Anhui Sheng Dakuang Wei Nongchang bondgård (安徽省大圹圩农场)
- Chengdong Xinqu "nytt distrikt" (城东新区)